# Ludwik Flaszen
Ludwik Flaszen (né le 4 juin 1930 à Cracovie et mort a Paris le 24 octobre 2020,) est un théâtrologue, écrivain, essayiste, metteur en scène et critique du théâtre polonais. Il a été collaborateur de Jerzy Grotowski, avec qui il a cofondé d'abord le théâtre des Treize Rangs (Teatr 13 Rzędów) à Opole, puis le théâtre Laboratoire (Teatr Laboratorium). Il vit à Paris depuis 1984.

## Biographie
Né à Cracovie, dans une famille juive, il a passé la guerre en Union soviétique.
Il a travaillé pour le magazine Życie Literackie, il a été le directeur littéraire du théâtre Juliusz Słowacki à Cracovie. Il a initié la discussion sur le schématisme de la littérature du soc-réalisme (1952), et a critiqué les simplifications dans l'évaluation du passé stalinien après 1956. Son premier livre Głowa i mur (La Tête et le mur, 1958) a été arrêté par la censure et détruit.
En 1959, la direction du théâtre des Treize Rangs à Opole lui a été proposé, mais il a préféré céder cette fonction à Jerzy Grotowski, qui avait plus d'expérience dans la mise en scène ; les deux hommes ne se connaissaient toutefois pas personnellement à cette époque. Des années plus tard, dans une lettre à Zbigniew Osiński, Grotowski a spécifié que « Ludwik a été très critique à mon égard, à l'égard de mon travail de mise en scène, mais c'est précisément lui à qui on a proposé la direction d'un théâtre à Opole et c'est lui qui me l'a confié ensuite ». Dans les années 1980–1984, Flaszen a assumé la direction du Théâtre Laboratoire.
Il est auteur de plusieurs esquisses sur le théâtre: Cyrograf (1971, 1974, 1996), Cirographe, Paris, 1989, Teatr skazany na magię (Théâtre condamné à la magie, 1983), avec Carla Pollastrelli : Il Teatr Laboratorium di Jerzy Grotowski 1959–1969, testi e materiali di Jerzy Grotowski e Ludwik Flaszen con un scritto di Eugenio Barba, Pontedera, 2001.
Le 10 mai 2000, Ludwik Flaszen a été décoré de l'ordre du Mérite de la République de Pologne par le président Aleksander Kwaśniewski. Le 12 janvier 2009, il a obtenu la médaille d'or du Mérite culturel polonais Gloria Artis de la part du ministre de la Culture Bogdan Zdrojewski.
Il est mort a Paris le 24 octobre 2020.

## Publications
- Ludwik Flaszen, Głowa i mur, Wydawnictwo Literackie, 1958 (arrêté par la censure)
- Ludwik Flaszen, Cyrograf, Cracovie : Wydawnictwo Literackie, I éd. 1971, II éd. revue 1974, III ed. 1996; trad. fr. Le Chirographe, traduit et présenté par Adrien Le Bihan, Paris, La Découverte, 1990,  (ISBN 2-7071-1991-1).
- Ludwik Flaszen, Teatr skazany na magię. Kraków: Wydawnictwo Literackie, 1983.
- Ludwik Flaszen, Teatr - sztuka antraktu ; Marzyciele, Wrocław: Ośrodek Badań Twórczości Jerzego Grotowskiego i Poszukiwań Teatralno-Kulturowych, 2003.